# Eutrinita ferruginea
Eutrinita ferruginea là một loài bướm đêm trong họ Noctuidae.